# Vaartkerk
De Vaartkerk was een Nederlands Hervormd kerkje aan de Jutfaseweg in Utrecht. Het gebouw was in 1858 gebouwd als school en in 1908 verbouwd tot kerkzaal. In 1934 werd het gesloopt voor de aanleg van de Socrateslaan. Het kerkje was toen al enige tijd buiten gebruik.

## De diaconieschool
In de negentiende eeuw werd de Vaartsche Rijn gekenmerkt door pan- en steenovens en bijbehorende arbeidershuisjes. De leefomstandigheden in deze arbeidershuisjes waren slecht. De mensen waren arm, de werkdagen lang en er was veel alcoholisme. Vanuit de diaconie van de Nederlands Hervormde Kerk van Utrecht werd hier een schooltje opgericht: De Nederlands Hervormde Diaconieschool no. 4. W.G. van de Hulst sr. is hier onderwijzer geweest. Hij zorgde ook voor nieuwbouw van de school een stukje verderop in 1908. Deze school bestaat nog steeds en droeg tot 2018 zijn naam, de W.G. van de Hulstschool.

## De Vaartkerk
Na de verhuizing in 1908 kwam het oude schooltje leeg te staan. Het werd omgebouwd tot kerkzaal en kreeg de naam Vaartkerk, genoemd naar de Vaartsche Rijn waar het aan staat. Hoelang het kerkje in gebruik is geweest is niet helemaal duidelijk, maar als de Julianakerk in 1931 in gebruik wordt genomen is de Vaartkerk al enige tijd verlaten. In 1934 wordt het kerkje gesloopt voor de aanleg van de Socrateslaan.
Historische kerkgebouwen:
Sint-Augustinuskerk · Buurkerk · Sint-Catharinakathedraal · Domkerk · Doopsgezinde kerk · Geertekerk · Jacobikerk · Jacobuskerk · Janskerk · Kerkenkruis · Lutherse Kerk · Mariakerk · Maria Minor · Nicolaïkerk · Pieterskerk · Sint-Gertrudiskathedraal · Sint-Martinuskerk · Sint-Salvatorkerk · Sint-Willibrordkerk · Westerkerk

Overige kerkgebouwen:
Adventkerk · Bethelkerk · Blijde Boodschapkerk · Gerardus Majellakerk · Heilig Hartkerk · Holy Trinity Church · H. Johannes de Doper en H. Bernarduskerk · Johanneskerk · Mattheüskerk · Nieuwe Kerk · Sint-Aloysiuskerk ·Sint-Antoniuskerk · Sint-Dominicuskerk · Sint-Gertrudiskerk · Sint-Jacobuskerk · Sint-Josephkerk · Sint-Rafaëlkerk · Stefanuskerk · Tuindorpkerk · Wederkomst des Herenkerk · Wilhelminakerk · Willem de Zwijgerkerk

Deels gesloopte kerken:
Oranjekerk

Gesloopte kerken:
Christus Koningkerk · Begijnekerk · Heilig Kruiskapel · Johannes de Doperkerk  · Julianakerk · Lucaskerk · Onze-Lieve-Vrouw-van-Goede-Raadkerk · 
Onze-Lieve-Vrouw-ten-Hemelopnemingkerk · Oosterkerk · Sint-Bernarduskerk · Sint-Dominicuskerk (Walsteegkerk) · Sint-Ludgeruskerk · Sint-Monicakerk · Sint-Nicolaaskerk · Sint-Pauluskerk · Sint-Salvatorkerk · Vaartkerk · Zuiderkerk

Voormalige kerken:
Emmaüskerk · Noorderkerk · Leeuwenbergkerk · Sint-Isidoruskerk

Lijst van kerken in Utrecht